# Костечко, Николай Николаевич
Николай Николаевич Костечко (25 ноября 1946, д. Домашицы Пинского района Пинской области Белорусской ССР (ныне — Брестская область Белоруссии) — 3 июля 2022, Москва, Россия) — российский военачальник. Начальник штаба - первый заместитель начальника Главного разведывательного управления Генерального штаба Вооруженных Сил Российской Федерации, Герой Российской Федерации (2000), генерал-полковник (10.12.2002).

## Биография
В 1964 году окончил Молотковичскую среднюю школу и был призван на военную службу. В 1967 году окончил Череповецкое военное училище связи. Службу проходил в частях особого назначения Главного разведывательного управления Генерального штаба Вооружённых Сил. В 1973 году окончил Военно-дипломатическую академию, в 1996 году — Высшие академические курсы Военной академии Генерального штаба Вооружённых Сил Российской Федерации. Участвовал в Афганской войне, был руководителем ряда спецопераций частей специального назначения на территории Северного Кавказа.
В 1990-х годах — начальник 14-го управления ГРУ, затем — начальник штаба - первый заместитель начальника Главного разведывательного управления Генерального штаба Вооруженных Сил Российской Федерации, занимал должность до 2009 года.
Указом Президента РФ от 19 февраля 2000 года присвоено звание Героя Российской Федерации с вручением медали «Золотая Звезда» за номером 578.
В 2009 году в звании генерал-полковника уволен в с военной службы.
Заслуженный военный специалист Российской Федерации. Доктор военных наук, профессор, автор более чем 25 научных работ по вопросам теории и практики спецопераций и управления войсками.
Награждён орденами Красной Звезды, «За заслуги перед Отечеством» IV степени, Мужества, «За военные заслуги», Почёта, медалями СССР и РФ, Почётной грамотой Правительства Российской Федерации, иностранными орденами и медалями. Лауреат Государственной премии СССР и премии Правительства Российской Федерации. Почётный гражданин Пинского района (Республика Беларусь, 2006).
Скончался 3 июля 2022 года на 76-м году жизни. Похоронен в Москве, на Троекуровском кладбище, участок 27.